# Ermita de la Mare de Déu de l'Adjutori (Benlloc)
L'Ermita de la Mare de Déu de l'Adjutori de Benlloc (Plana Alta), centre devocional catòlic, està situada a 1,5 km, al NE de la població.

## Història
L'any 1445 es construeix l'ermita dels sants Abdó i Senen, patrons de la població, i en 1498 se cedeix la preeminència en la titularitat de l'ermita a la Mare de Déu de l'Adjutori, tot i que els patrons de la pedra mantenen la cotitularitat, i es realitzen obres d'ampliació i reforma del temple.
El disseny del nou temple fou realitzat per Josep Palau, i les obres les diriguí Josep Vilallave. La primera pedra es col·locà el 26 de juliol de 1729 i es va finalitzar el 7 de setembre de 1742. Durant la construcció, els problemes apareguts d'estabilitat, obligaren a realitzar diverses visures: En 1730 per Pere Gonel i Francesc Garafulla, en 1731 per Josep Antoni Simó, i en 1732 per Antoni Granger i Pere Joan Pellicer. La casa de l'ermità és de 1621 i en 1755 es va ampliar, a càrrec de Josep Vilallave.
És un Bé de Rellevància Local amb la categoria de Monument d'Interès Local per la Disposició Addicional Quinta de la Llei 5/2007, de 9 de febrer, de la Generalitat Valenciana, del Patrimoni Cultural Valencià.

## Arquitectura
En una petita elevació del terreny, des d'on es pot veure el terme municipal, es troba l'ermita i la casa de l'ermità, formant angle recte, i al davant, una petita plaça rectangular.
El temple consta de nau única de tres trams, creuer, presbiteri recte, i darrere, el cambril. La nau i els braços del transsepte es cobreixen amb volta de canó amb llunetes, el creuer amb una cúpula sense tambor, el presbiteri amb volta de quadrant d'esfera sobre petxines, i el cambril, amb dos trams de volta de canó en els laterals del presbiteri, i una petita cúpula, en la part posterior.
La façana principal del temple està rematada per una cornisa mixtilínia amb pinacles. Al centre del frontis hi ha una portada amb l'obertura flanquejada per pilastres, i per damunt d'un entaulament senzill, una fornícula apetxinada amb la imatge de la titular, flanquejada per pilastres, i a dalt, dues fornícules menudes amb les imatges dels antics titulars, tot coronat per una cornisa curvilínia amb pinacles. Una finestra per sobre, i per damunt de la cornisa, una espadanya, amb el mateix model que el cos superior de la portada, amb pilastres suportant una cornisa curvilínia.

## Festivitat i tradicions
Les festivitat principal se celebra el 30 de juliol amb una romeria portant els patrons, Sant Abdó i Sant Senen, de la parròquia a l'ermita, amb missa i festa gran en els voltants de l'ermita. El dilluns següent a la Pasqua de Resurrecció i a la Pasqua Granada, i el 8 de setembre, festa de la Nativitat de la Mare de Déu, els fidels també acudeixen a l'ermita.
Segons la tradició, una armada portuguesa arribà a la costa, prop de Torreblanca, i no pogué seguir per falta de vent. Per tres voltes baixaren una imatge de la Mare de Déu de l'Adjutori a terra per pregar-le vents favorables, i estant en terra els vents tornaren, i en pujar la imatge al vaixell capità, el vents desaparegueren. Considerant miraculós aquest fet, i respectant el desig de la Mare de Déu de quedar-se en aquestes terres, enviaren a un sacerdot amb la imatge, per descobrir on hi volia estar. Ja de nit arribà la imatge a l'ermita dels sants Abdó i Senen de Benlloc, i el sacerdot deixà la imatge a l'altar per passar la nit; i l'endemà, quan pensà a continuar el camí, agafà la imatge, però no va poder moure-la. El sacerdot tornà als vaixells portuguesos per informar dels fets, i l'ermità avisà a les autoritats del poble, i aquests portaren la imatge a l'església parroquial, però l'endemà la imatge havia retornat a l'ermita, i allí es va quedar, com la patrona titular.